# Caracal caracal
El caracal (Caracal caracal) es una especie de mamífero carnívoro del género Caracal, de la familia Felidae. Es un felino de tamaño medio (entre 60 y 92 cm de largo, sin incluir la cola, y de 8 a 19 kg), que vive en las sabanas y semidesiertos de África y el oeste de Asia, desde Turquía al sur de Kazajistán y el noroeste de la India. Evita las zonas excesivamente boscosas y prefiere moverse de noche, descansando durante el día escondido entre las rocas. 
Al caracal se lo llama en ocasiones «lince africano», pero no está estrechamente emparentado con los linces. Parece estar más relacionado evolutivamente con el serval, un pequeño y patilargo felino africano con el que en cautividad se puede cruzar, generando híbridos llamados "caravales" y "servacales".[cita requerida]

## Características
Al igual que los linces y el serval, el caracal posee una aguda vista y oído muy afinado debido a sus largas orejas puntiagudas, rematadas por penachos de pelo negro (el propio nombre "caracal" proviene de la palabra turca karakulak, fue propuesta por Buffon en 1761 y significa "orejas negras") que lo hacen un eficiente cazador nocturno. Su complexión es robusta, la cola no es muy larga (menos de 30 cm) y el color del pelaje, muy corto, varía entre rojizo y anaranjado, sin manchas ni rayas de ningún tipo. El vientre es blanco. Es un felino que se caracteriza por su gran belleza, la cual es otorgada por su hermoso pelaje.

## Biología y ecología

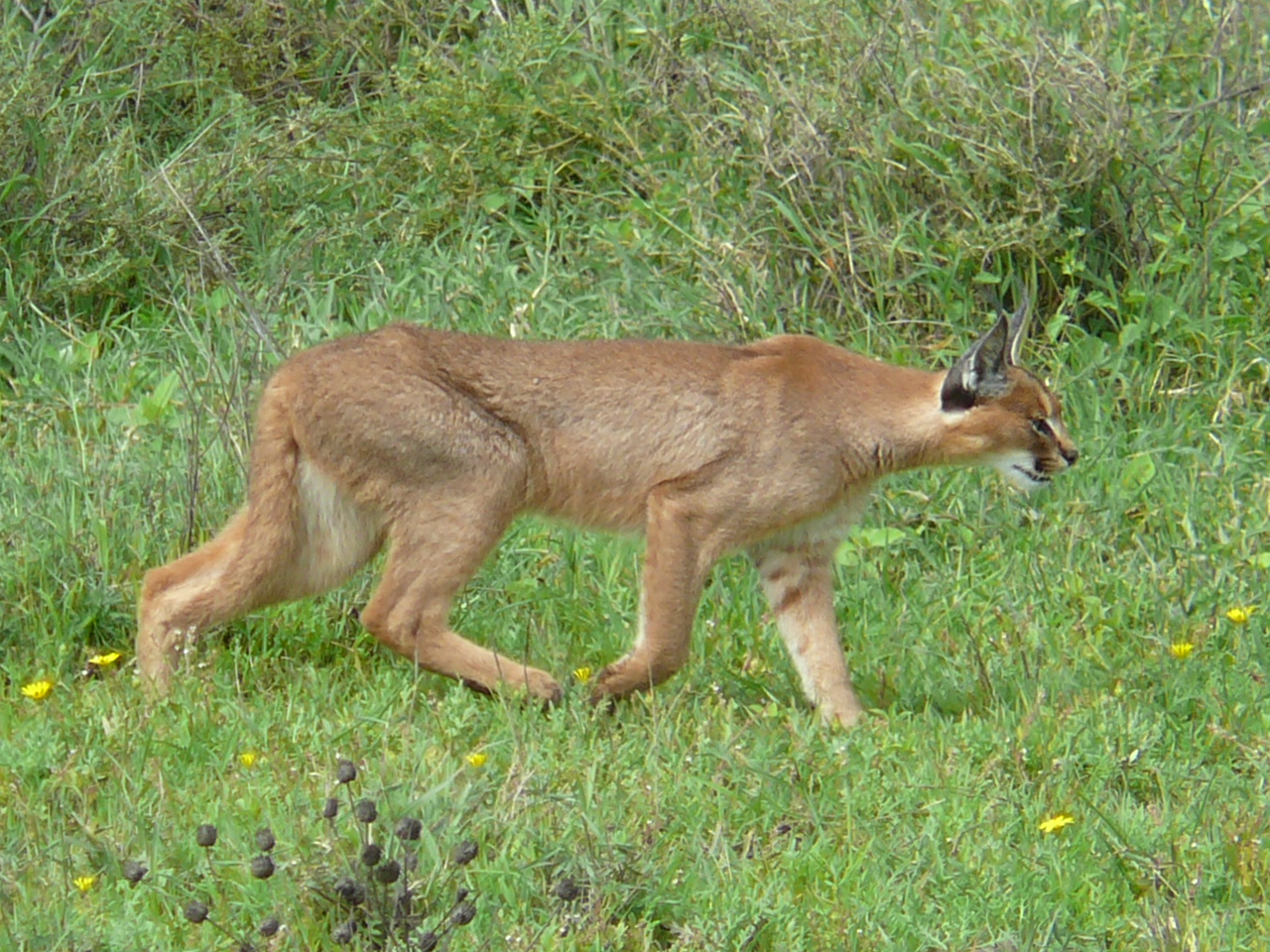
Caracal cazando en el Parque nacional Serengueti.

Caza y se alimenta de pequeños mamíferos, como liebres, roedores, damanes e incluso crías de antílope, pero sus presas preferidas con diferencia son las aves. Puede capturarlas incluso después de emprender el vuelo gracias a su capacidad para realizar portentosos saltos (aproximadamente de 3 metros). En otras ocasiones ataca a las aves mientras anidan, aunque lo hagan en la copa de los árboles, pues el caracal trepa bastante bien. Al parecer, ni siquiera las águilas escapan a sus ataques.
Son animales solitarios excepto en época reproductora. Tras una gestación de entre 69 y 81 días, las hembras paren de una a seis crías, aunque habitualmente son tres. En cautividad viven 17 años, aunque a veces llegan a 19.
Su agilidad y velocidad han sido aprovechadas en distintas épocas en Egipto, Persia y la India para la caza. El propio caracal se ha considerado también durante mucho tiempo como una valiosa presa, razón por la cual ha sido cazado desde tiempos muy antiguos. En la actualidad, la especie está protegida en varias zonas de su área de distribución, aunque la especie en conjunto no se encuentra amenazada. Solo la subespecie de Asia Central corre un auténtico peligro.

## Subespecies
La extensa área de distribución de esta especie y su presencia en los más dispares hábitats han originado su división en al menos nueve subespecies locales:
- Caracal caracal caracal
- Caracal caracal algira
- Caracal caracal damarensis
- Caracal caracal limpopoensis
- Caracal caracal lucani
- Caracal caracal nubica
- Caracal caracal poecilotis
- Caracal caracal schmitzi